# 안토니오 마테우 라오스
안토니오 미겔 마테우 라오스(스페인어: Antonio Miguel Mateu Lahoz, 1977년 3월 12일 ~ )는 스페인의 축구 심판이다. 1999년부터 스페인 왕립 축구 연맹(RFEF)의 심판을 맡아 왔으며, 2011년부터는 국제 축구 연맹(FIFA) 주관 대회의 심판도 맡고 있다.

## 비판
자신이 담당하는 경기에서 선수들을 아주 악질적으로 괴롭히는 심판으로 악명이 높다. 특히 옐로 카드를 지나치게 많이 뿌리는 것으로 악명이 높다.
과거 UEFA 챔피언스 리그 당시 FC 바르셀로나에 대해 이상한 판정으로 곤혹을 치르게 했다. 이 때문에 왜 그런 판정을 내렸는지에 대해서 소명하라는 요구를 받았다. 하지만 안토니오 마테우 라오스 심판은 소명을 하지 않았으며 그래서 심판 자격정지를 6개월 동안 당한 적이 있다.
2022년 FIFA 월드컵 8강전 네덜란드 대 아르헨티나 전에서 필요 이상으로 옐로 카드를 남발했으며 선수들 간 이간질을 시켜 경기를 필요 이상으로 과열시켰으며 이로 인해 아르헨티나의 레안드로 파레데스가 분을 참지 못하고 네덜란드 측 벤치에 슛을 날리는 기행을 저지르게 만들었다.
이 때문에 아르헨티나의 주장인 리오넬 메시는 2022년 FIFA 월드컵 조직위원회에 제발 이런 심판 좀 쓰지 말라라며 강하게 항의했으며 조직위원회에서는 이 사건에 대해 안토니오 마테우 라오스 감독을 회부했다. 회부 결과 안토니오 마테우 라오스 심판을 2022년 FIFA 월드컵 심판진에서 추방하기로 결정했다.